# 木星-C探空火箭
木星-C探空火箭是一種探空火箭，又稱為丘辟特-C型火箭或是天帝-C，曾用於1956年及1957年間3次亞軌道飛行任務中。

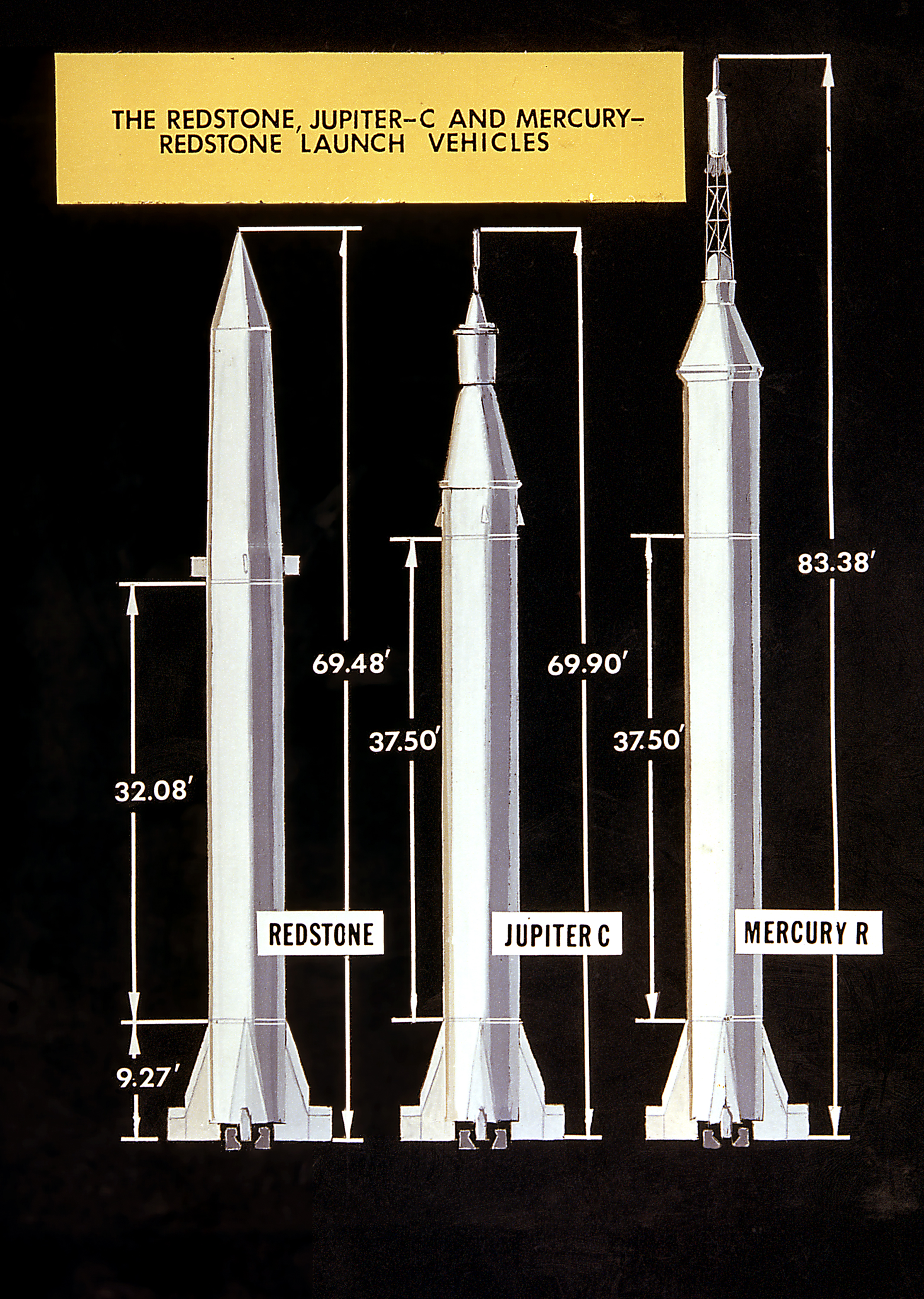
紅石火箭，木星-C探空火箭及水星-紅石火箭的比較